# Николаев, Алексей Павлович
Алексей Павлович Николаев (21 марта 1898 — 28 сентября 1944) — советский военачальник, участник Гражданской войны, Советско-польской войны, Великой Отечественной войны, генерал-майор танковых войск (1943).

## Биография
Алексей Николаев родился 9 (21) марта 1898 года в деревне Плосково Сиземской волости Вологодского уезда, Вологодской губернии (ныне мёртвая деревня в Шекснинском районе Вологодской области) в крестьянской семье. Русский.
Член ВКП(б) с 5.7.1917 года.
Образование. Командирское отделение Военная академия механизации и моторизации РККА (ВАММ РККА) имени И. В. Сталина (1937).

### Служба в армии
В Русскую императорскую армию призван в феврале 1917 года. В РККА призван в феврале 1918 года. 
С февраля 1918 года - инструктор пулемётного дела 9-го автобронеотряда (Смоленск). 
С сентября 1918 года - командир бронемашины 9-го автобронеотряда (8-й армии, 10-й армии и 1-й Конной армии, Южного и Юго-Западного фронтов).
С сентября 1921 года - курсант с исполнением обязанностей политрука Петроградский (Ленинградской) автобронетанковой школы. 
С февраля 1923 года - курсант с исполнением должности помощника командира батареи Петроградский автобронетанковой школы.
C января 1925 года - начальник команды научно-испытательного полигона Ленинградского ВО. 
С мая 1926 года - старший автотехник склада № 37 (Ленинградский ВО).
С сентября 1929 года в распоряжении 4-го Управления РККА.
С февраля 1933 по сентябрь 1937 года - слушатель командного факультета Военной академии механизации и моторизации РККА им. И. В. Сталина.
В сентябре 1937 года назначен военным комиссаром 8-й механизированной бригады. 
С декабря 1937 года - начальник АБТУ Белорусского ОВО. За большую и плодотворную работу проделанную им в области подготовки кадров в авто-бронетанковых войсках был представлен к награждению орденом «Красного знамени». 
С июля 1938 года - командир 1-й отдельной танковой бригады (Белорусский ОВО). 
19.08.1938 года назначен командиром 65-й легкотанковой бригады. 
В сентябре 1939 года назначен командиром 43-й автотранспортной бригады.
20.07.1940 года назначен начальником Гомельского автомобильного училища.

### В Великую Отечественную войну
Начало Великой Отечественной войны встретил в прежней должности.
В июле 1941 года училище было эвакуировано в город Горький, а в мае 1942 года преобразовано в 1-е Горьковское танковое училище.
С 5 июня по 1 августа 1942 года стажировался в должности заместителя начальника Управления АБТВ Калининского фронта.
Из наградного листа:

 Руководя училищем, полковник А. П. Николаев проделал большую работу по организации боевой подготовки курсантов в сокращенные сроки обучения и успешно справился с мероприятиями перевода училища с автомобильного профиля подготовки на танковый. За короткий срок училище с поставленными на него задачами справилось полностью и дало Красной Армии вполне подготовленных командиров-танкистов.— 
15 декабря 1943 года Алексею Павловичу было присвоено звание генерал-майора танковых войск. За особые заслуги перед Отечеством Алексей Павлович был награждён вторым орденом «Красного Знамени».
22.08.1944 года назначен заместителем командира 29-го танкового корпуса 1-го Украинского фронта.
Умер от болезни 28 сентября 1944 года. Похоронен в Киеве.

## Награды
- Орден Красного Знамени (22.02.1938)[9]>;
- Орден Красного Знамени (1944)[7];
- Орден Красной Звезды (24.06.1943)[10][11];
- Юбилейная медаль «XX лет Рабоче-Крестьянской Красной Армии» (1938);

## Воинские звания
- полковник (Приказ НКО № 02037 от 1938),
- генерал-майор танковых войск (Постановление СНК № 1387 от 15.12.1943[7]

## Память
- Имя воина увековечено в Главном Храме Вооружённых сил России и на мемориале «Дорога памяти»[12][7].